# Borrajeiros
Borrajeiros (oficialmente San Cristovo de Borraxeiros) es una parroquia española del municipio de Golada, perteneciente a la provincia de Pontevedra, en la comunidad autónoma de Galicia.

## Toponimia
El lugar puede aparecer referido como «Borrajeiros» y «Borraxeiros».

## Historia
Hacia mediados del siglo XIX, la parroquia, ya por entonces perteneciente a Golada, tenía contabilizada una población de 374 habitantes. Aparece descrita en el cuarto volumen del Diccionario geográfico-estadístico-histórico de España y sus posesiones de Ultramar de Pascual Madoz con las siguientes palabras:

BORRAJEIROS (San Cristobal de): felig. en la prov. de Pontevedra (9 leg.), dióc. de Lugo (7), part. jud. de Lalin (2), y ayunt. de Golada: sit. entre los r. Arnejo y Ulla, con buena ventilacion y clima sano: comprende los l. de Bogalleira, Castro, Hermida, Meijide, Reboredo y Sáa, que reunen sobre 70 casas muy medianas. La igl. parr. (San Cristóbal) es matriz de San Estéban de Basadre y San Martin de Ramil, y el curato de primer ascenso y patronato real y ecl. El térm. confina por NO. con el de Sta. Eulalia de Artoño; al E. con el lím. de su ayunt., y por SO. con San Payo de Sta. Bayas. El terreno participa de monte y llano, aquel escaso de arbolado y este de buena calidad en la parte de ribera. Los caminos son locales y mal cuidados, y el correo se recibe por Lalin. prod.: maiz, centeno, legumbres, castañas y algun vino ligero: cria ganado vacuno, cabrio y de cerda. pobl.: 74 vec., 374 alm. contr. con su ayunt. (V.)
(Madoz, 1846, p. 414)

En 2022, tenía empadronados 226 habitantes.